# Sonim (cantante)
Sonim  (ソニン?, Sonin), pseudonimo di Song Sonin (in giapponese 成膳任?, in coreano 성선임?; Prefettura di Kōchi, 10 marzo 1983), è una cantante giapponese di origine coreana.

## Informazioni
Sonim è una cantante J-pop e un'attrice di dorama televisivi. È stata membro del duo EE Jump insieme a Yuki Goto (il fratello minore di Maki Gotō delle Morning Musume). Quando Yuki fu sorpreso ancora minorenne a bere in un locale fu sospeso dal gruppo e ciò comporto la pubblicazione del singolo successivo sotto il nome "EE Jump Featuring Sonim". Tale brano si rivelò molto più popolare dei precedenti e quindi, dopo l'uscita di un ulteriore singolo insieme, il gruppo si sciolse.
Sonim ha iniziato la sua carriera da solista sotto il marchio Toys Factory, ma poi si è trasferita alla Harmony Records.
Suona la chitarra e parla il giapponese, l'inglese e il coreano.

## Discografia

### Singoli
1. [2002.08.21] カレーライスの女 (Curry Rice no Onna)
2. [2002.11.20] 津軽海峡の女 (Tsugaru Kaikyo no Onna)
3. [2003.04.16] 東京ミッドナイト ロンリネス (Tokyo Midnight Loneliness)
4. [2003.10.08] 合コン後のファミレスにて (Goukon Ato No Famiresu Nite)
5. [2004.02.11] ほんとはね。 (Honto wa ne)
6. [2004.09.15] ジグソーパズル (Jigsaw Puzzle)
7. [2005.01.13] あすなろ銀河 (Asunaro Ginga)

### Album
1. [2003.05.14] 華 (Hana)

### DVD
1. [2004.03.17] Sonim Collection

## Filmografia
- [2003] Koukou Kyoushi 2003
- [2003] Moto Kare
- [2004] Tokyo Wankei
- [2005] Densha Otoko
- [2006] Backdancers!